# Rayan Cherki
Mathis Rayan Cherki (Lyon, 2003. augusztus 17. –) francia válogatott labdarúgó, a Manchester City játékosa.

## Pályafutása

### Klubcsapatokban

#### Lyon
2019. július 7-én aláírta első profi szerződését. 
Majd augusztus 17-én, 16. születésnapján debütált a tartalékcsapatban a Monaco B elleni 2–0-ás győztes negyedosztályú bajnokin, ahol az első gólját is megszerezte.
Október 19-én debütált mint a csapat s mint a bajnokságban, a Dijon elleni 0–0-ra végződött mérkőzésen, 16 évesen és 63 naposan. 
De nem sokkal később, november 27-én, a Bajnokok ligájában is bemutkozott, a 74. percben Maxwel Cornettet váltotta, a Zenit elleni 2–0-ra elvesztett összecsapáson.
2020. január 4-én a Bourg-en-Bresse elleni 7–0-ás francia  kupa találkozón szerette meg első gólját a csapatban, egyben ez volt az első kupamérkőzése is.

#### Manchester City
2025. június 10-én jelentette be az angol együttes a leigazolását, aki öt évre azaz 2030-ig írt alá.
Június 18-án mutatkozott be a Vidad Casablanca elleni 2–0-s győztes klubvilágbajnoki mérkőzésen. Őt nap múlva az első találatát is megszerezte az El-Ajn FC ellen. A 6–0-s mérkőzésen az utolsó gólt szerezte, Erling Haaland asszisztját követően.

### A válogatottban
Mivel francia születésű és algériai származású, ezért jogában állt eldöntenie, hogy melyik válogatottat fogja képviselni, de a francia válogatott mellett döntött.
Tagja volt az U:16,19,21-es válogatottaknak. Szerepelt az U23-mal a 2024-es nyári olimpián, három meccsen játszott, és a döntőig meneteltek.
2025. május 21-én Didier Deschamps válogatta be először a felnőtt csapatba, a Nemzetek Ligája play off mérkőzéseire. Június 5-én a Spanyolország elleni 5–4-re elszenvedett vereséggel mutatkozott be csereként, a 79. percben megszerezte az első gólját Kylian Mbappé labdáját követően. 
Három nappal később, a Németország elleni 2–0—ás győztes bronz-mérkőzésen kezdőként lépett pályára.

## Statisztika
2025. június 23-i állapot szerint.
| Klub             | Szezon           | Bajnokság        | Bajnokság | Bajnokság | Kupa  | Kupa  | Ligakupa | Ligakupa | Nemzetközi | Nemzetközi | Egyéb | Egyéb | Összes | Összes |
| Klub             | Szezon           | Liga             | Mérk.     | Gólok     | Mérk. | Gólok | Mérk.    | Gólok    | Mérk.      | Gólok      | Mérk. | Gólok | Mérk.  | Gólok  |
| ---------------- | ---------------- | ---------------- | --------- | --------- | ----- | ----- | -------- | -------- | ---------- | ---------- | ----- | ----- | ------ | ------ |
| Lyon B           | 2019/20          | National 2       | 10        | 5         | —     | —     | —        | —        | —          | —          | —     | —     | 10     | 5      |
| Lyon B           | 2020/21          | National 2       | 1         | 0         | —     | —     | —        | —        | —          | —          | —     | —     | 1      | 0      |
| Lyon B           | 2021/22          | National 2       | 2         | 0         | —     | —     | —        | —        | —          | —          | —     | —     | 2      | 0      |
| Lyon B           | Összesen         | Összesen         | 13        | 5         | —     | —     | —        | —        | —          | —          | —     | —     | 13     | 5      |
| Lyon             | 2019–20          | Ligue 1          | 6         | 0         | 3     | 3     | 2        | 0        | 2          | 0          | —     | —     | 13     | 3      |
| Lyon             | 2020–21          | Ligue 1          | 27        | 1         | 3     | 3     | —        | —        | —          | —          | —     | —     | 30     | 4      |
| Lyon             | 2021–22          | Ligue 1          | 16        | 0         | 0     | 0     | —        | —        | 4          | 2          | —     | —     | 20     | 2      |
| Lyon             | 2022–23          | Ligue 1          | 34        | 4         | 5     | 1     | —        | —        | —          | —          | —     | —     | 39     | 5      |
| Lyon             | 2023–24          | Ligue 1          | 33        | 1         | 6     | 2     | —        | —        | —          | —          | —     | —     | 39     | 3      |
| Lyon             | 2024–25          | Ligue 1          | 30        | 8         | 2     | 0     | —        | —        | 12         | 4          | —     | —     | 44     | 12     |
| Lyon             | Összesen         | Összesen         | 146       | 14        | 19    | 9     | 2        | 0        | 18         | 6          | 0     | 0     | 185    | 29     |
| Manchester City  | 2024/25          | —                | —         | —         | —     | —     | —        | —        | —          | —          | 2     | 1     | 2      | 1      |
| Manchester City  | 2025/26          | Premier League   | 0         | 0         | 0     | 0     | 0        | 0        | 0          | 0          | 0     | 0     | 0      | 0      |
| Manchester City  | Összesen         | Összesen         | 0         | 0         | 0     | 0     | 0        | 0        | 0          | 0          | 2     | 1     | 2      | 1      |
| KARRIER ÖSSZESEN | KARRIER ÖSSZESEN | KARRIER ÖSSZESEN | 159       | 19        | 19    | 9     | 2        | 0        | 18         | 6          | 2     | 1     | 200    | 35     |

Jegyzet(ek)
1. ↑  Mérkőzése(i) a(z) Klubvilágbajnokságon

### A válogatottban
2025. június 24-i állapot szerint
| Franciaország | Franciaország | Franciaország |
| Év            | Mérk.         | Gólok         |
| ------------- | ------------- | ------------- |
| 2025          | 2             | 1             |
| Összesen      | 2             | 1             |